# Campagne de Hesse de 1760
Guerre de Sept Ans
Batailles
Bataille de Corbach, Bataille d'Emsdorf, Bataille de Warburg, Bataille de Kloster Kampen
La campagne de Hesse de 1760 est l'ensemble des opérations militaires et batailles menées et livrées sur le théâtre d'opération de Hesse-Cassel en l'an 1760 pendant la guerre de Sept Ans.

## Théâtres d'opérations européens de la guerre de Sept ans et situation à la veille de la campagne

### Théâtres d'opérations
La guerre terrestre en Europe se déroule sur deux fronts distincts :
- l’Europe centrale et l'Allemagne orientale d’un côté avec la Silésie, la Poméranie, la Saxe et la Prusse comme théâtres d'opération où s'affrontent principalement le royaume de Prusse, le duché de Brunswick-Lunebourg, l'électorat de Saxe, l'archiduché d'Autriche et l'Empire russe
- l’Allemagne occidentale (actuels Länder de Basse-Saxe, Rhénanie-du-Nord-Westphalie et Hesse) d'autre part, théâtre de la « bataille pour le Hanovre », allié « naturel » de la Grande-Bretagne depuis l'accession au trône britannique de George Ier de Grande-Bretagne, ancien duc de Brunswick-Lunebourg, où s'opposent le royaume de France et le duché de Wurtemberg, allié de l'Autriche, et la coalition formée par le Royaume-Uni, l'électorat de Brunswick-Lunebourg et le landgraviat de Hesse-Cassel.

### Précédentes campagnes en Hesse-Cassel

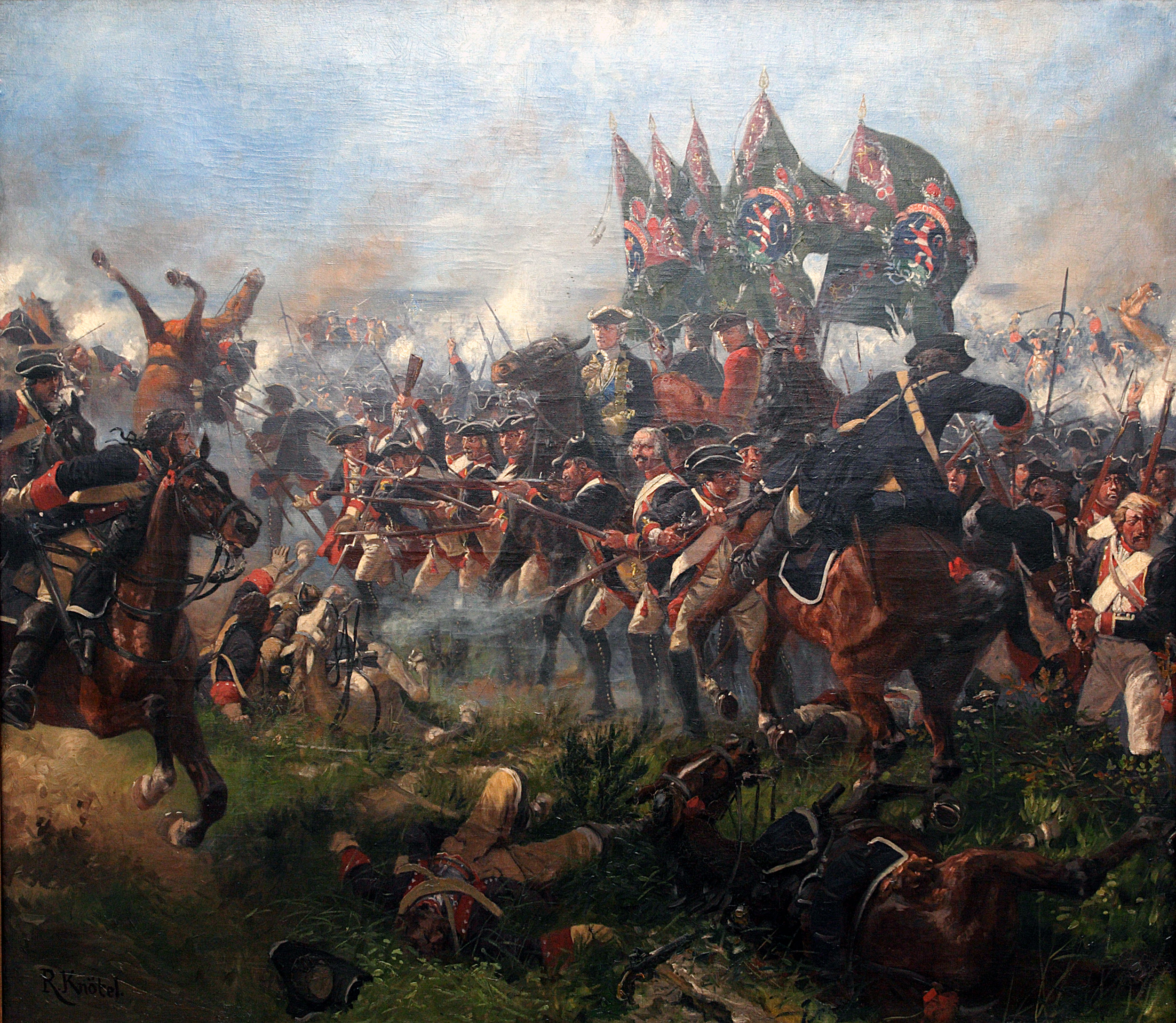
Vue de la bataille de Krefeld en 1758 d'après Richard Knötel.

Le landgraviat de Hesse-Cassel avait déjà été le théâtre de la bataille de Hastenbeck en juillet 1757.
Le 12 juin 1758, une armée française sous le commandement du comte de Clermont et une armée coalisée sous les ordres du duc de Brunswick s'affrontent au cours de la bataille de Rheinberg. Neuf jours plus tard, les troupes hanovriennes, commandées par Ferdinand de Brunswick-Lunebourg, frère du duc de Brunswick combattent les troupes françaises commandées par Louis de Bourbon-Condé, comte de Clermont à Krefeld.
Le 13 avril 1759, Ferdinand, à la tête de ses troupes hanovriennes, rencontrent les troupes françaises commandées par Victor-François de Broglie lors de la bataille de Bergen, les Français résistant aux Hanovriens mais n'exploitant toutefois pas leur avantage après leur repli.

### Situation à la veille de la campagne
Le 1er février 1760, le Landgrave Guillaume VIII de Hesse-Cassel décède à Rinteln. Son fils Frédéric II lui succède et réorganise l'armée hessoise

## Campagne de 1760

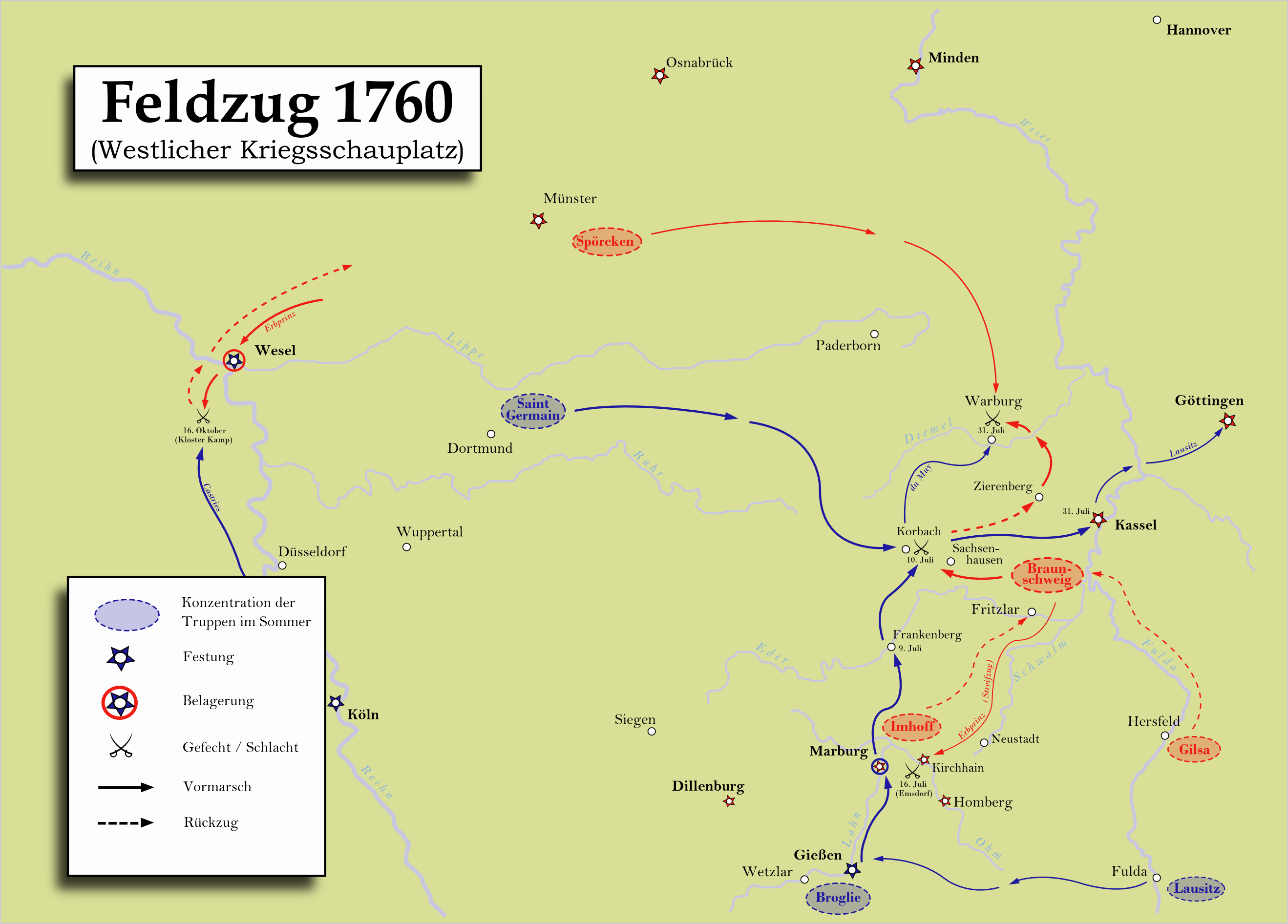
Le théâtre d'opération d'Allemagne occidentale en 1760.

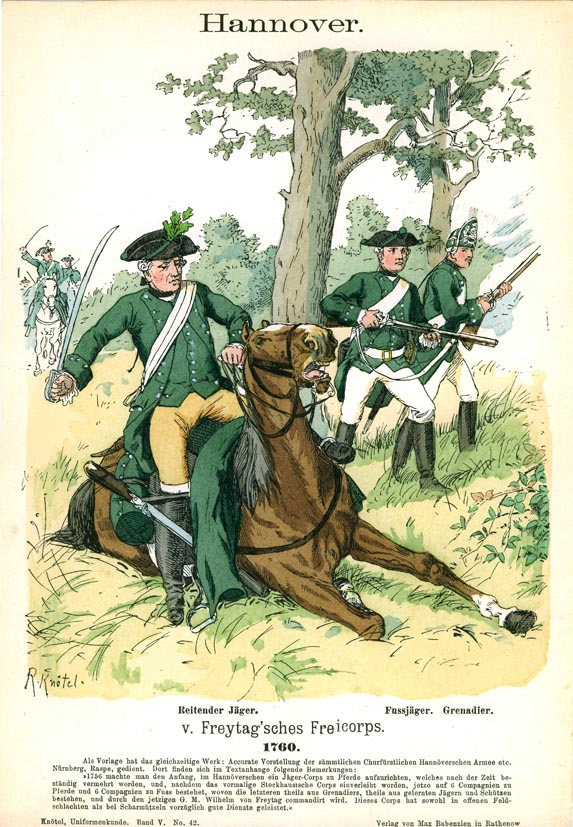
Le corps-franc de Freytag (Hanovre) en 1760 d'après Richard Knötel.

La campagne de 1760 est marquée par une série de marches, de « coups de main » et de batailles rangées au cours desquels l'armée française garde le plus souvent l'avantage de l'initiative.

### Combats de Corbach
Les combats de Corbach, livrés le 10 juillet 1760 à Korbach, furent la première bataille de la campagne et aboutirent à une victoire pour les Français sur les Hanovriens, les Britanniques et leurs alliés.

### Bataille de Emsdorff
La bataille d'Emsdorf se déroula le 14 juillet 1760 à Emsdorf et opposa les forces alliées de Hanovre, du Royaume-Uni et de la Hesse sous le commandement du prince Frédéric II de Hesse-Cassel et les Français sous le commandement du baron Chrétien Sigismond de Glaubitz (1711-1765). Ce furent les Alliés qui cette fois remportèrent la victoire.

### Bataille de Kloster Kampen
Ce mois d'octobre 1760 est également marqué par le décès du roi George II de Grande-Bretagne le 25.